# 高知県立高知農業高等学校
高知県立高知農業高等学校（こうちけんりつ こうちのうぎょうこうとうがっこう）は、高知県南国市に所在する公立の農業高等学校。

## 設置学科
- 農業に関する学科
  - 農業総合科
    - 農業科学コース
    - 農業経済コース
    - 進学コース

  - 畜産総合科
    - 畜産専攻コース
    - 動物応用コース
    - 進学コース

  - 森林総合科
    - 森林資源コース
    - 森林生産コース
    - 進学コース

  - 環境土木科
    - 土木技術コース
    - 土木総合コース
    - 進学コース

  - 食品ビジネス科
    - 食品コース
    - 流通コース
    - 進学コース

  - 生活総合科
    - 食農コース
    - 総合文化コース
    - 進学コース

### かつて設置されていた学科
以下の学科は改編により、2007年（平成19年）に閉科した。
- 生産経済科
- 園芸科
- 畜産科
- 林業科
- 農業土木科
- 食品化学科
- 生活科学科

## 沿革
- 1890年（明治23年）9月9日 - 高知県農学校として開校。
- 1895年（明治28年）4月1日 - 高知県簡易農学校に校名変更。
- 1905年（明治38年）2月16日 - 高知県立農林学校に校名変更。
- 1921年（大正10年）3月31日 - 高知県立農業学校に校名変更、本科を農業科・林業科・養蚕科に分ける。
- 1923年（大正12年）4月1日 - 高知県立農業補習学校教員養成所を併置。
- 1943年（昭和18年）4月1日 - 農業土木科を新設。
- 1944年（昭和19年）4月1日 - 女子部（女子農業学校の課程）を新設。
- 1948年（昭和23年）
  - 4月1日 - 学制改革により高知県立高知農業高等学校となる。定時制農業科を設置。
  - 6月1日 - 本山分校（定時制男子農業科・定時制女子被服別科）の設置認可。
  - 9月1日 - 森分校（定時制女子被服別科）の設置認可。
- 1950年（昭和25年）
  - 3月24日 - 昭和天皇の戦後巡幸があり、校庭に長岡村奉迎場が設けられた[1]。
  - 4月1日 - 本山分校および森分校に定時制普通科を設置。
- 1952年（昭和27年）4月1日 - 畜産科・南海分校夜間農業科を設置。
- 1953年（昭和28年）4月1日 - 本山分校および森分校が独立、高知県立嶺北高等学校となる。
- 1960年（昭和35年）4月10日 - 香北分校（定時制林業科・農村家庭科）を設置。
- 1961年（昭和36年） - 香北分校の課程が全日制農業科・農村家庭科となる。
- 1962年（昭和37年）4月18日 - 農芸化学科設置。
- 1964年（昭和39年）1月1日 - 香北分校が独立、高知県立大栃高等学校となる。
- 1965年（昭和40年）4月1日 - 農村家庭科を生活科に改称。
- 1969年（昭和44年）4月1日 - 農業科を農業経営科・園芸科とする。
- 1973年（昭和48年）4月1日 - 農芸化学科を食品化学科に改称。
- 1975年（昭和50年） - 南海分校を本校に統合。
- 1989年（平成元年）4月1日 - 生活科を生活科学科に改称。
- 1994年（平成6年）4月1日 - 農業経営科を生活経済科に改称。
- 1998年（平成10年）4月1日 - 定時制課程（農業科）の募集停止。
- 2005年（平成17年）4月1日 - 学科改編により、農業総合科・畜産総合科・森林総合科・環境土木科・食品ビジネス科・生活総合科を新設。

## 出身者
- 小松幹侍（元室戸市長）
- 植田壮一郎（室戸市長）
- 門脇槇夫（元香美市長）